# لارك (تشلاو)
لارك (بالفارسية: لارک) هي قرية تقع في إيران في مازندران.